# Pongo tapanuliensis
Тапанулски орангутан (Pongo tapanuliensis) је врста орангутана која настањује област Јужни Тапанули на острву Суматра у Индонезији. Ово је једна од три врсте орангутана, поред Суматранског орангутана (Pongo abelii) који настањује северозападне пределе острва, и Борнејског орангутана (Pongo pygmaeus). Описан је 2017. године као различита врста и представља прву постојећу врсту великих човеколиких мајмуна откривену након Боноба (Pan paniscus) 1929. године.

## Откриће и назив
Први пут се изолована популација орангутана у Батанг Торуу на подручју Јужног Тапанулија помиње током експедиције 1997. године, али тада није препозната као посебна врста. Pongo tapanuliensis се издваја као посебна врста орангутана тек од 2017, након детаљне филогенске студије. Студија је прикупила генетске узорке 37 јединки, а затим извршила морфолошку анализу 33 одрасла мужјака орангутана. Кључна компонента студије био је скелет одраслог мужјака који је угинуо након што су га припадници локалног становништва ранили, што је касније потврдило да се ради о холотипу врсте. Установљено је да је угинули мужјак имао другачије физичке карактеристике у поређењу са примарном групом узорака, нарочито у појединим карактеристикама лобање и зуба. Лобања ове јединке налази се у Зоолошком музеју у Богору. Генетско истраживање је такође приказала да би популација са подручја Батанг Тору требало да се сматра посебном врстом, јер су два узорка из те популације показала значајне разлике у односу на друге две врсте орангутана у анализи примарних компоненти.

## Филогенија
Генетска поређења показују да су се Тапанулски орангутани издвојили од Суматранских орангутана пре око 3,4 милиона година, али да су постали изолованији након ерупције језера Тоба, која се догодила пре 75.000 година. Одржавали су спорадичне контакте који су престали пре најмање 10.000 до 20.000 година. Тапанулски орангутани су се издвојили од Борнејских орангутана много касније, пре 674.000 година. Орангутани су мигрирали са Суматре на Борнео док су острва била повезана копненим мостовима као делови Сундаленда током периода глацијала када је ниво мора био много нижи. Садашње станиште тапанулских орангутана сматра се подручјем које су првобитни орангутани прво настанили када су дошли на данашњу Индонезију са азијског континента.

## Одлике
Тапанулски орангутани личе на суматранске орангутане више од борнејских орангутана по телесној грађи и боји крзна. Међутим, имају мању главу и пљоснатије лице. „Дуги зов” мужјака тапанулског орангутана има виши тоналитет од суматранског орангутана, а траје дуже и има више тонова од борнејског орангутана. Њихова исхрана је такође јединствена, јер садржи необичне врсте, попут гусеница и шишарки.

## Станиште и ширење
Тапанулски орангутани живе у тропским и суптропским кишним широколисним шумама које се простиру јужно од језера Тоба на Суматри. Целокупна популација се налази на површини од око 1.000 km2 на надморској висини од 300 до 1.300 m. Тапанулски орангутани су удаљени само 100 km од друге врсте орангутана на острву, суматранског орангутана.

## Статус заштићености
Са мање од 800 јединки на подручју од 1.000 km2, тапанулски орангутан је најређа врста великог човеколиког мајмуна. Ова чињеница је довела до класификовања врсте као Критично угрожене, иако је још увек није проценио Међународни савез за заштиту природе. Претњу за опстанак врсте чине дефорестација, лов, конфликт са људима, илегална трговина животињама, и нарочито, предложен пројекат изградње хидроелектране, који би могао да утиче на готово 8% њиховог станишта и уништи животињске миграционе путеве. Депресија услед парења јединки у блиском сродству јавља се због малог броја чланова популације. Ово је доказано анализом генетског низа две јединке тапанулског орангутана, која је показала знаке да су се њихови преци парили са јединкама у блиском сродству.

## Белешке
1. ↑  Ова изјава подразумева годину описа таксона великих човеколиких мајмуна који се тренутно сматрају различитим врстама, а не њихових компликованих историја класификације. Pongo pygmaeus и Pongo abelii били су описани као посебне врсте 1760. и 1827. P. abelii је касније класификован као подврста P. pygmaeus. P. abelii је поново проглашен засебном врстом 1996.

## Рефенце
1. ↑  Nowak, Matthew G.; Rianti, Puji; Wich, Serge A.; Meijaard, Erik; Fredriksson, Gabriella (2017). „Pongo tapanuliensis”. IUCN Red List of Threatened Species. 2017.3. International Union for Conservation of Nature: e.T120588639A120588662. Приступљено 10. 12. 2017.
2. 1 2 3 4 5 6 7 8 9 10 11 12  Nater, Alexander; Mattle-Greminger, Maja P.; Nurcahyo, Anton; Nowak, Matthew G.; de Manuel, Marc; Desai, Tariq; Groves, Colin; Pybus, Marc; Sonay, Tugce Bilgin; Roos, Christian; Lameira, Adriano R.; Wich, Serge A.; Askew, James; Davila-Ross, Marina; Fredriksson, Gabriella; de Valles, Guillem; Casals, Ferran; Prado-Martinez, Javier; Goossens, Benoit; Verschoor, Ernst J.; Warren, Kristin S.; Singleton, Ian; Marques, David A.; Pamungkas, Joko; Perwitasari-Farajallah, Dyah; Rianti, Puji; Tuuga, Augustine; Gut, Ivo G.; Gut, Marta; Orozco-terWengel, Pablo; van Schaik, Carel P.; Bertranpetit, Jaume; Anisimova, Maria; Scally, Aylwyn; Marques-Bonet, Tomas; Meijaard, Erik; Krützen, Michael (2. 11. 2017). „Morphometric, Behavioral, and Genomic Evidence for a New Orangutan Species”. Current Biology. doi:10.1016/j.cub.2017.09.047.
3. ↑  Cochrane, Joe (2. 11. 2017). „New Orangutan Species Could Be the Most Endangered Great Ape”. The New York Times. Приступљено 3. 11. 2017.
4. 1 2  Reese, April (10. 11. 2017). „Newly discovered orangutan species is also the most endangered”. Nature. doi:10.1038/nature.2017.22934.
5. 1 2  Gill, Victoria (2. 11. 2017). „New great ape species identified”. BBC News (на језику: енглески). Приступљено 10. 11. 2017.
6. 1 2 3 4  Goldman, Jason G. (2. 11. 2017). „New Species of Orangutan Is Rarest Great Ape on Earth”. National Geographic Society. Приступљено 10. 11. 2017.
7. 1 2  Smith, Belinda (3. 11. 2017). „New species of frizzy-haired orangutan discovered”. ABC News (на језику: енглески). Приступљено 10. 11. 2017.
8. 1 2 3 4  Stokstad, Erik (2. 11. 2017). „New great ape species found, sparking fears for its survival”. Science (на језику: енглески). doi:10.1126/science.aar3900.
9. ↑  Wright, Stephen (2. 11. 2017). „Frizzy-haired, smaller-headed orangutan may be new great ape”. The Washington Post (на језику: енглески). ISSN 0190-8286. Архивирано из оригинала 07. 11. 2017. г. Приступљено 10. 11. 2017. Невалидан унос |dead-url=dead (помоћ)
10. 1 2  Bittel, Jason (2. 11. 2017). „Scientists Discover a New—and Endangered—Orangutan Species” (на језику: енглески). Natural Resources Defense Council. Приступљено 10. 11. 2017.
11. 1 2  Davis, Nicola (2. 11. 2017). „New species of orangutan discovered in Sumatra – and is already endangered”. The Guardian (на језику: енглески). ISSN 0261-3077. Приступљено 10. 11. 2017.